# Szátok
Szátok ist eine ungarische Gemeinde im Kreis Rétság im Komitat Nógrád.

## Geografische Lage
Szátok liegt 45 Kilometer südwestlich des Komitatssitzes Salgótarján und 8 Kilometer nordöstlich der Kreisstadt Rétság zwischen Flüssen Lókos-patak und Nedves-árok. Nachbargemeinden sind Érsekvadkert, Szente, Kétbodony, Romhány und Tereske.

## Geschichte
Der Ort wurde erstmals 1255 in einer Urkunde des Königs Béla IV. unter dem Namen Zatuk erwähnt. Bei der ersten Volkszählung nach dem Aufstand von Ferenc II. Rákóczi im Jahr 1715 wurde es als Wohnsitz von neun ungarischen und fünf slowakischen Familien aufgeführt. Lange Zeit gab es in der Region keinen Grundherrn außer dem Esztergomer Kapitel. Dieses verkaufte schließlich Ende des 20. Jahrhunderts seine  Ländereien an die örtlichen Bauern. Im Jahr 1913 gab es in der damaligen Kleingemeinde 113 Häuser und 521 Einwohner auf einer Fläche von 1522 Katastraljochen. Sie gehörte zu dieser Zeit zum Bezirk Nógrád im Komitat Nógrád. Obwohl zwischen den beiden Weltkriegen Handwerk und Handel einen Aufschwung erlebten, bestritten die Einheimischen ihren Lebensunterhalt aufgrund des ausgezeichneten Bodens hauptsächlich von der Landwirtschaft.

## Sehenswürdigkeiten
- Kruzifix
- Rákóczi-Quelle (Rákóczi-forrás), an der Ferenc Rákóczi der  Überlieferung nach seine Pferde vor der Schlacht bei Romhány tränkte
- Römisch-katholische Kirche Mindenszentek, ursprünglich im 15. Jahrhundert erbaut, 1732 umgebaut, der Turm wurde 1784 hinzugefügt
- Landhaus Révay (Révay-kúria)
- Szent-Flórian-Statue, Anfang des 19. Jahrhunderts erschaffen, 1952 zerstört und 1993 von György Miskédi neu geschaffen
- Weltkriegsdenkmäler

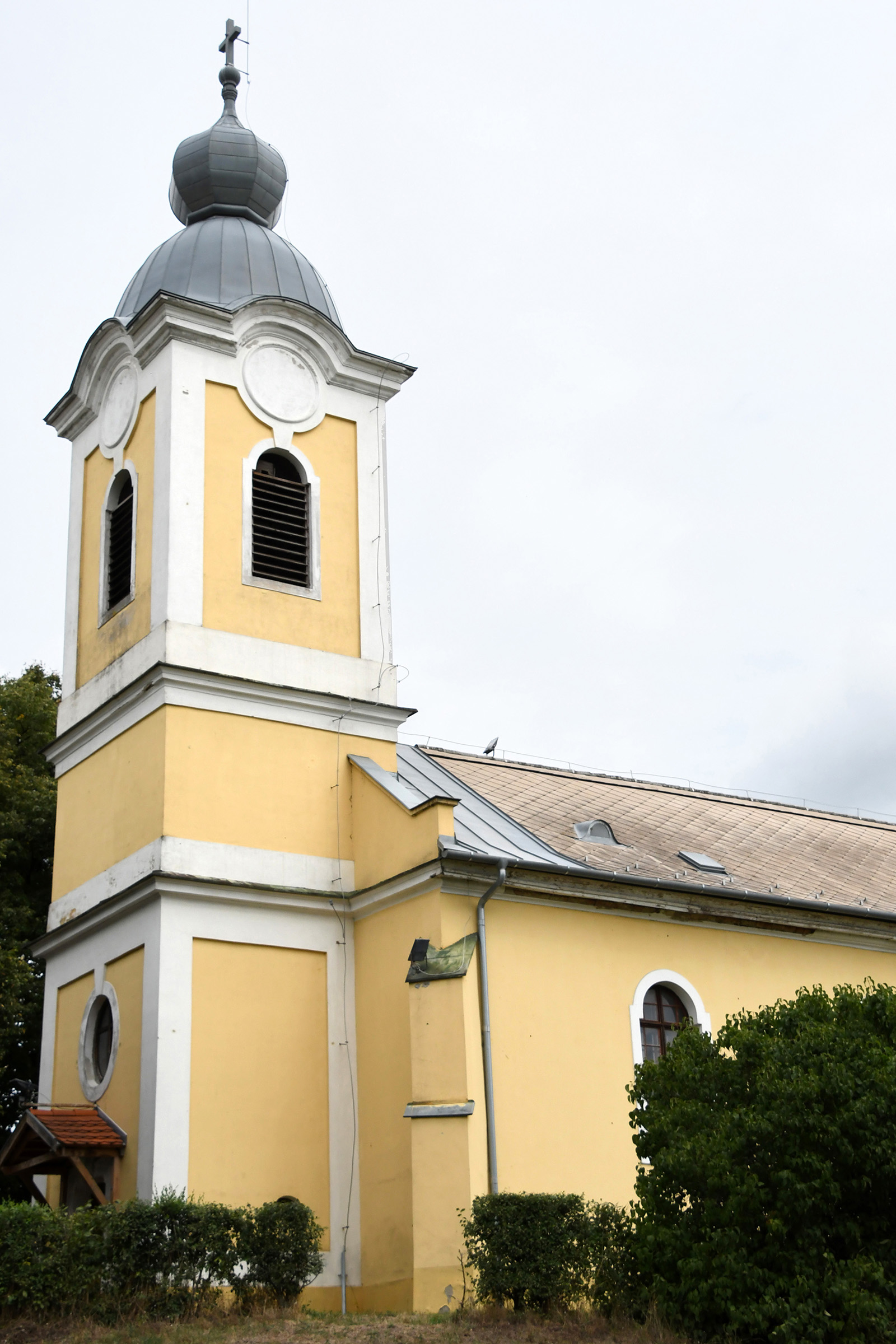
Römisch-katholische Kirche Mindenszentek
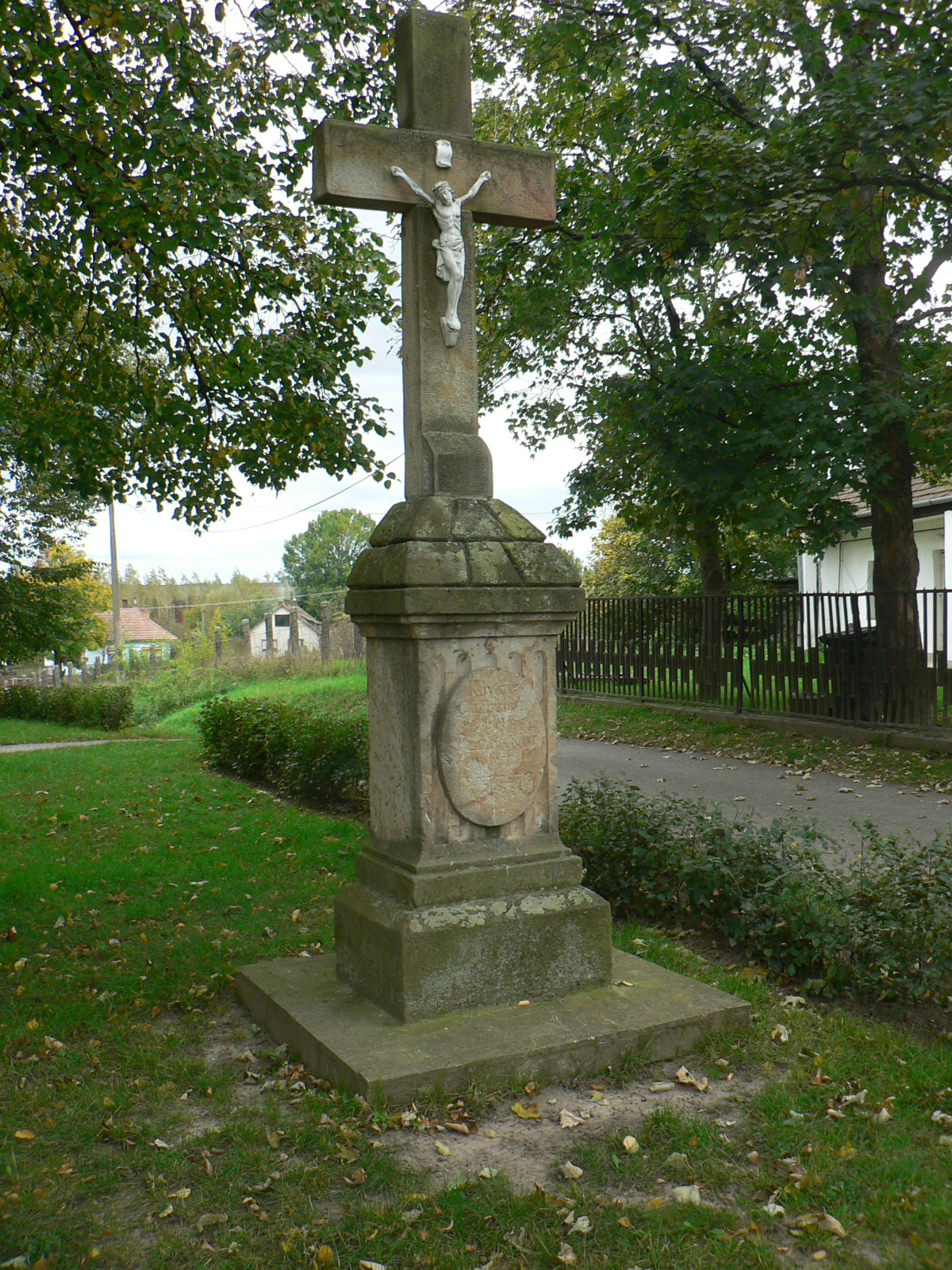
Kruzifix vor der Kirche
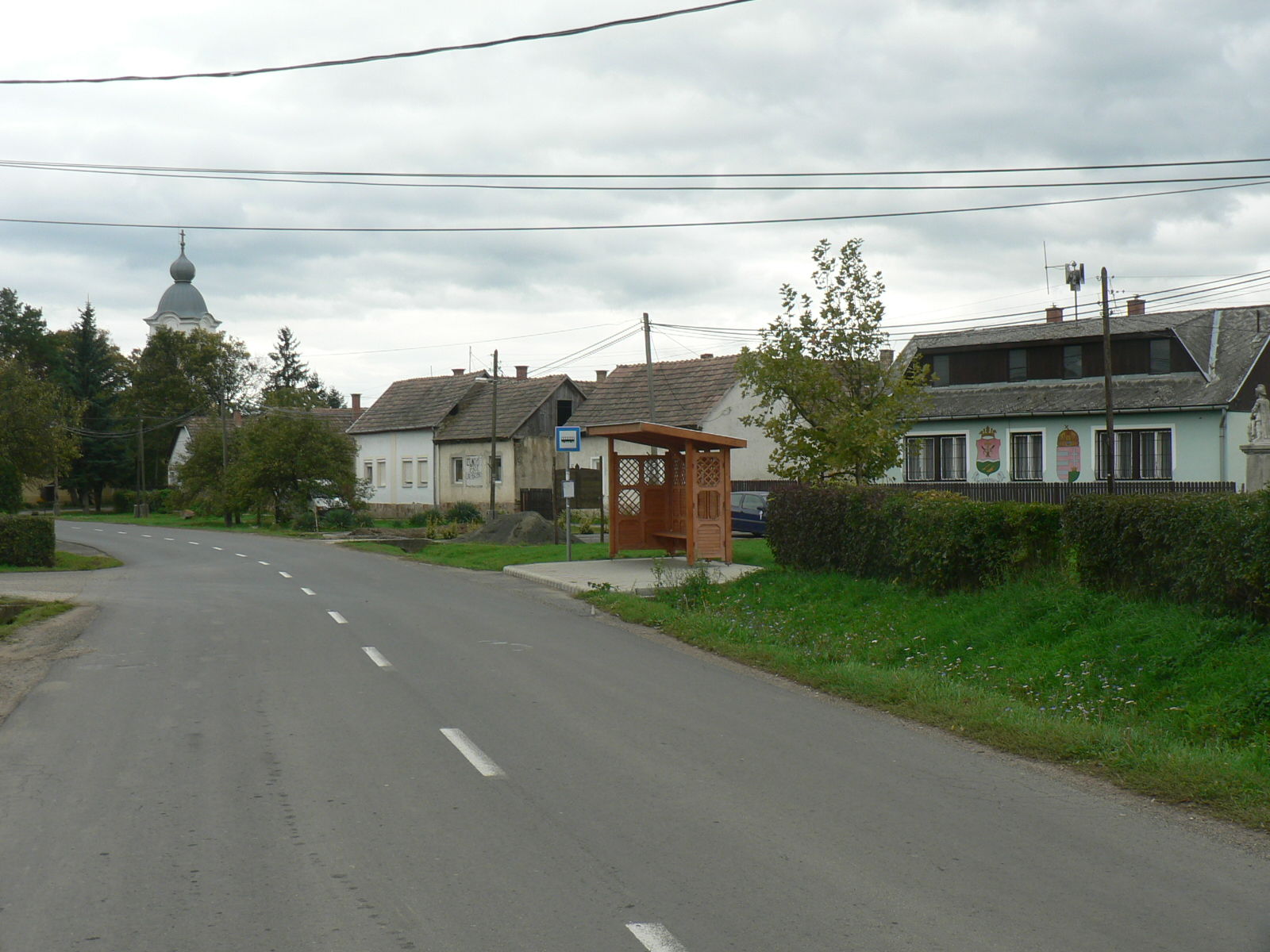
Landstraße Nr. 2117, rechts das Bürgermeisteramt
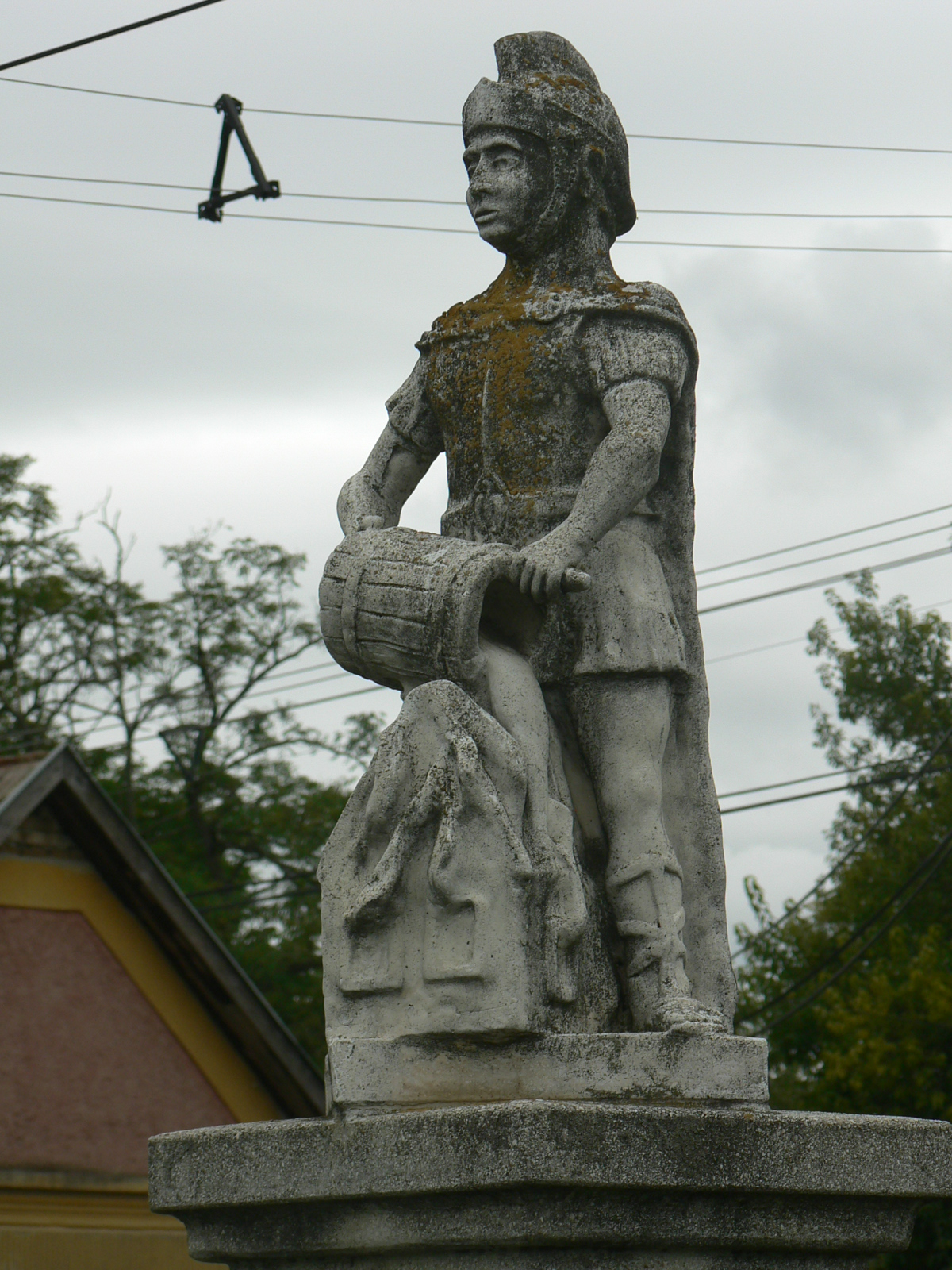
Szent-Flórian-Statue

## Verkehr
Durch Szátok verläuft die Landstraße Nr. 2117, von der die Nebenstraße Nr. 21126 nach Tereske  abzweigt. Es bestehen Busverbindungen nach Balassagyarmat, Romhány, Rétság und Vác. Die nächstgelegenen Bahnhöfe befinden sich nördlich in Ipolyszög und östlich in Magyarnándor.